# Amal Maher
Amal Maher Mandour Ibrahim (del árabe: آمال ماهر), 19 de febrero de 1985, El Cairo, Egipto. Es una cantante egipcia reconocida en todo el mundo árabe por sus interpretaciones del repertorio musical de la cantante Umm Kalzum en diversos homenajes que realiza en Egipto y demás países de todo el medio oriente.

## Biografía
Amal Maher Mandour Ibrahim, nació en el Cairo, Egipto, en el año 1985. Comenzando a cantar desde niña, fue descubierta por el público a través de sus primeras presentaciones a los 13 años de edad interpretando el repertorio de la famosa cantante Umm Kalzum en el año 1998. Sus estudios fueron cursados en el conservatorio de música árabe de El Cairo en donde adquirió todos su conocimientos en música y canto.
Concluida sus formación académica y habiéndose graduado como cantante, al poco tiempo conoce al compositor Sirio, (del árabe: Mohamed Diya' al-Din ‘محمد ضياء الدين’), con quien luego contraería matrimonio en el año 2005 y tendría a su hijo llamado Omar.
Mohamed Diya, ayudó a Amal Maher en los inicios de su carrera profesional. Uno de sus trabajos en conjunto fue la canción y el videoclip para el tema Ely Binak W Binah, siendo muy popular en la radio y la televisión. En 2006, lanzó su primer álbum llamado, Isa 'Ini Ana con muchos singles como Eini Aliki Ta Tiba, Makanak, Alo El Malayka, Ana El Basha Ghona, Ana Baadak y Ya Marsr. Maher, luego grabó su primera canción en 2006 bajo la dirección del famosos compositor y músico Ammar El Sherei, a quien considera su padre espiritual porque ha sido su fiel tutor y mentor a lo largo de su carrera.

### Actualidad
Amal Maher, actualmente continua realizado varios conciertos y festivales en Egipto y los países vecinos de la región. Independientemente de su carrera actual como cantante de "Pop árabe", todavía sigue influenciada por su ídola, la diva Umm Kalzum, a quien le reserva siempre un lugar especial en todas sus presentaciones. La prensa la ubica como una de las cantantes más exitosas de Egipto en el 2020. Su álbum llamado Araf Mnein en 2011, ganó el premio al "Mejor álbum femenino del año".

## Discrografía
- 2006: "Isa'lni Ana" (Pregúnteme)
- 2011: "A'raf Mneen" (Cómo pude saberlo ?)
- 2015: "Welad El Neharda"
- 2019: "Asl El Ehsas" (El origen del sentido) en colaboración con el compositor hindú A. R. Rahman

### Simples
- Eini Aliki Ya Tiba! (O Tiba!)
- Makanak
- Alo El Malayka (Angeles)
- Ana Baasha El Ghona (Yo adoro cantar)
- Ana Baadak (Después de ti)
- Ya Masr! (Oh Egipto!)
- Saken Allayl
- Ana bint
- Arabia ya arth falisteen
- Ya masryeen
- Alheera
- nabd alshuara
- Ahterami lel harami
- Zekryatna (2015) Amal Maher y Hany Shaker.[1]